# (1380) Volodia
(1380) Volodia est un astéroïde de la ceinture principale d'astéroïdes découvert le 16 mars 1936 par Louis Boyer à Alger et avec une période de révolution de 2045,47 jours (5,60 années). Sa désignation temporaire est 1936 FM.